# Brunn, Mecklenburg
Brunn är en kommun och ort i Landkreis Mecklenburgische Seenplatte i förbundslandet Mecklenburg-Vorpommern i Tyskland.
Kommunen ingår i kommunalförbundet Amt Neverin tillsammans med kommunerna Beseritz, Blankenhof, Neddemin, Blankenhof, Neuenkirchen, Neverin, Sponholz, Staven, Trollenhagen, Woggersin, Wulkenzin och Zirzow.